# Сярий Євген Степанович
Євген Степанович Сярий (30 липня 1953, Львів — †25 грудня 2011) — український громадський діяч і дипломат, консул Генерального консульства України у Мюнхені.

## Біографія
Народився 30 липня 1953 року у місті Львів. Більшу частину свого життя Євген прожив у Росії, куди потрапив разом з родиною після чергової хвилі радянських репресій на Західній Україні. Геолог за першим фахом, він об'їздив багато віддалених куточків колишнього СРСР.
Наприкінці 80-х років ХХ ст. Євген Сярий став організатором Асоціації сприяння Народному рухові України в Москві.
Євген брав активну участь у культурній діяльності українських громадських організацій, що відродились у той час у Москві: Товариства української культури «Славутич» та Українського молодіжного клубу, був одним з ініціаторів створення Бібліотеки української літератури в Москві, підтримував українські освітні та культурні осередки.
Після заснування Постійного Представництва України в Росії (що згодом перетворилось у Посольство України) Євген Сярий став його співробітником. Працюючи у консульському відділі Посольства, Євген багато уваги приділяв допомозі українським організаціям регіонів Росії та їхнім активістам.
Вже у зрілому віці Євген закінчив Дипломатичну академію Міністерства закордонних справ України, працював у центральному апараті МЗС України, Посольстві України в Узбекистані.
Останнім часом, до своєї передчасної кончини, Євген Сярий був консулом Генерального консульства України у Мюнхені.